# Darwin Núñez
Pour les articles homonymes, voir Núñez.
Darwin Gabriel Núñez Ribeiro, ou simplement Darwin, né le 24 juin 1999 à Artigas en Uruguay, est un footballeur international uruguayen qui évolue au poste d'avant-centre à Al-Hilal FC.

## Biographie

### CA Peñarol
Darwin est né à Artigas en Uruguay. Il est formé par le plus grand club du pays, le CA Peñarol. Il débute en professionnel le 22 novembre 2017, en championnat, contre le River Plate de Montevideo. Ce jour-là, il entre en jeu à la place de Maxi Rodríguez, et son équipe s'incline (2-1). Le 13 octobre 2018, il inscrit son premier but en professionnel contre le CA Fénix, et son équipe remporte la rencontre par deux buts à zéro. Il est sacré Champion d'Uruguay en 2018.

### UD Almería
Le 29 août 2019, Darwin fait le choix de quitter son pays pour découvrir l'Europe et l'Espagne en s'engageant avec l'UD Almería, en deuxième division espagnole.
Núñez marque son premier but pour Almería le 27 octobre 2019, lors d'une rencontre de championnat face à l'Extremadura UD. Titulaire, il ouvre le score en transformant un penalty, et permet à son équipe de s'imposer par trois buts à deux.

### Benfica Lisbonne

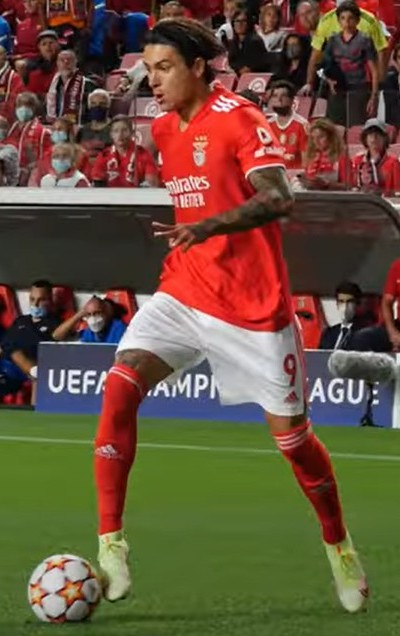
Darwin avec le Benfica Lisbonne face au Barça le 29 septembre 2021.

En discussions avancées avec l'Olympique de Marseille, Darwin rejoint le Benfica Lisbonne le 2 septembre 2020. Le transfert est estimé à 24 millions d'euros. Il s'agit du plus gros transfert pour un joueur évoluant en deuxième division espagnole.
Le 22 octobre 2020, Darwin se distingue en réalisant un triplé contre le Lech Poznań, à l'occasion d'une rencontre de Ligue Europa. Titularisé ce jour-là, il contribue à la victoire de son équipe par quatre buts à deux,.
Le 29 septembre 2021, alors que Benfica affronte le FC Barcelone, Darwin se fait remarquer en inscrivant ses deux premiers buts en Ligue des champions. Il contribue ainsi grandement à la victoire de son équipe ce jour-là (3-0),. Il est nommé meilleur joueur du mois de septembre 2021 dans le championnat portugais.
Il termine meilleur buteur du championnat portugais lors de la saison 2021-2022 avec un total de 26 buts en 28 matchs.

### Liverpool FC
Le 14 juin 2022, Darwin s'engage en faveur du Liverpool FC. Son transfert est estimé à 75 millions d'euros (100 millions avec bonus), le club anglais réalise alors le transfert le plus cher de son histoire. Il décide de porter le numéro 27 et devient le troisième joueur uruguayen de l'histoire des Reds après Luis Suárez et Sebastián Coates.
Darwin joue son premier match pour Liverpool le 30 juillet 2022, à l'occasion du Community Shield 2022 contre Manchester City. Entré en jeu à la place de Roberto Firmino, il participe à la victoire de son équipe en obtenant un penalty, transformé par Mohamed Salah, puis en marquant son premier but pour Liverpool (3-1 score final), et remporte ainsi son premier trophée avec le club,. Pour son premier match de Premier League, le 6 août 2022 lors de la première journée de la saison 2022-2023 contre le Fulham FC, l'attaquant uruguayen s'illustre de nouveau. Débutant sur le banc, il se montre décisif après son entrée en jeu en marquant un but puis en délivrant une passe décisive pour Mohamed Salah. Pas suffisant toutefois pour les Reds, qui font match nul (2-2 score final),. Lors de la journée suivante, le 15 août contre Crystal Palace, Darwin est titularisé pour la première fois mais ne trouve pas le chemin des filets (1-1 score final). Il se fait par ailleurs remarquer négativement durant ce match en assénant un coup de tête au défenseur danois Joachim Andersen lors d'une altercation entre les deux hommes, ce qui entraîne son expulsion. Ce mauvais geste vaut trois matchs de suspensions,. Par la suite, l'international uruguayen est à plusieurs reprises critiqué durant cette première partie de saison en raison d'un manque de réussite sur plusieurs occasions durant certains matchs,.
Bénéficiant d'une confiance sans faille de la part de Jürgen Klopp, il parvient à élever son niveau de jeu en seconde partie de saison afin de répondre aux attentes du championnat anglais. Il termine finalement la saison avec quinze buts et quatre passes décisives en 42 rencontres, un bilan moyen par rapport à la somme investie mais qui laisse de l'espoir aux supporters qui apprécient sa débauche d'énergie et son attitude combative.
Pour sa deuxième saison, Darwin s'impose dans la ligne d'attaque des Reds au poste d'avant-centre, ou parfois d'ailier gauche. Il connaît un trou d'air entre début novembre et Noël, ne parvenant pas à marquer pendant douze matchs consécutifs avant de finalement retrouver la confiance lors du Boxing Day, inscrivant le premier but de Liverpool face à Burnley.
Malgré une saison 2023-2024 plus réussie que la précédente le joueur est décrié pour son manque de réalisme devant le but, capable de tirer dans quasiment toutes les positions il lui arrive parfois de rater dans des situations plus simplistes que d'autres, cependant sa débauche d'énergie ainsi que son engagement collectif que ce soit à la passe ou en défense font de lui un joueur cadre de l'effectif des Reds sur cette fin de saison 2024.

### En sélection
Avec les moins de 20 ans, il participe au championnat sud-américain des moins de 20 ans en 2019. Lors de cette compétition, il joue six matchs. Il s'illustre en délivrant une passe décisive contre l'Équateur lors du deuxième match. L'Uruguay se classe troisième du tournoi.

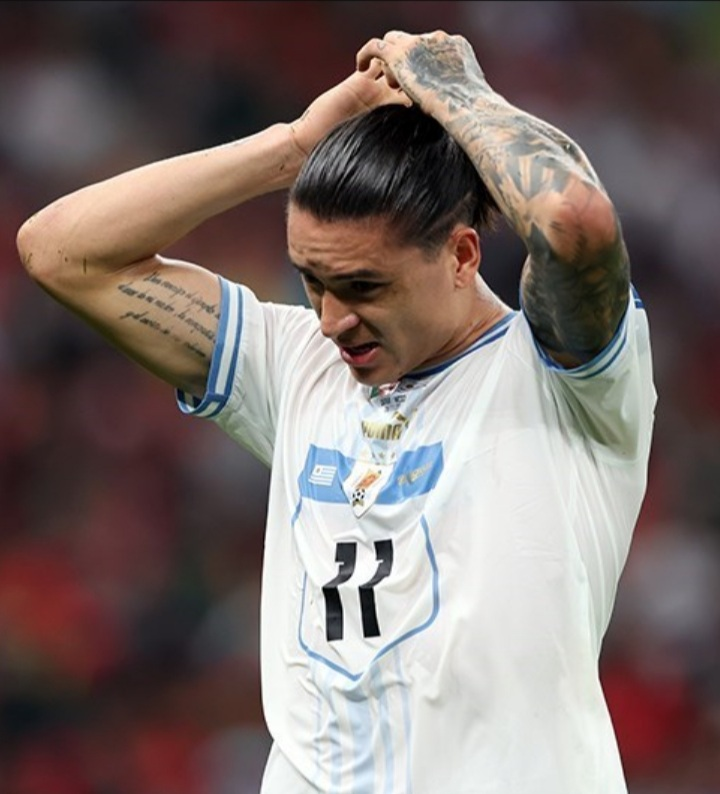
Darwin lors de la Coupe du monde 2022.

Darwin dispute ensuite quelques mois plus tard la Coupe du monde des moins de 20 ans organisée en Pologne. Il est titulaire à la pointe de l'attaque uruguayenne durant cette compétition. Il se distingue dès le premier match, le 24 mai contre la Norvège, où il ouvre le score pour son équipe, qui remporte finalement le match (3-1). Il est de nouveau buteur le 30 mai, lors de la victoire de l'Uruguay contre la Nouvelle-Zélande. C'est encore lui qui ouvre le score ce jour là (0-2). L'Uruguay termine premier de son groupe mais se voit éliminée en huitièmes de finales par l'Équateur (défaite 1-3).
Darwin honore sa première sélection avec l'équipe nationale d'Uruguay le 16 octobre 2019, lors d'un match amical face au Pérou. Il entre en jeu ce jour-là alors que son équipe est menée d'un but et c'est lui qui égalise cinq minute après son entrée sur la pelouse, permettant ainsi à son équipe de faire match nul (1-1) grâce à ce premier but en sélection.
Blessé au genou, Darwin est contraint de déclarer forfait pour la Copa América 2021.
Le 10 novembre 2022, il est sélectionné par Diego Alonso pour participer à la Coupe du monde 2022. Il participe aux trois matchs de groupe mais ne parvient pas à atteindre les huitièmes de finales, éliminé par le Portugal et la Corée du Sud.
Núñez réalise son premier doublé en sélection le 22 novembre 2023 contre la Bolivie. Titulaire, il participe à la victoire de son équipe par trois buts à zéro.

## Statistiques
| Saison                | Club                  | Championnat           | Championnat | Championnat | Championnat | Coupe nationale | Coupe nationale | Coupe nationale | Coupe de la Ligue | Coupe de la Ligue | Coupe de la Ligue | Supercoupe | Supercoupe | Supercoupe | Compétition(s) continentale(s) | Compétition(s) continentale(s) | Compétition(s) continentale(s) | Compétition(s) continentale(s) | Total | Total | Total |
| Saison                | Club                  | Division              | M.          | B.          | P.d.        | M.              | B.              | P.d.            | M.                | B.                | P.d.              | M.         | B.         | P.d.       | Comp.                          | M.                             | B.                             | P.d.                           | M.    | B.    | P.d.  |
| 2017                  | CA Peñarol            | Primera División      | 1           | 0           | 0           | -               | -               | -               | -                 | -                 | -                 | -          | -          | -          | -                              | -                              | -                              | -                              | 1     | 0     | 0     |
| 2018                  | CA Peñarol            | Primera División      | 11          | 1           | 1           | -               | -               | -               | -                 | -                 | -                 | -          | -          | -          | CS                             | 2                              | 0                              | 0                              | 13    | 1     | 1     |
| 2019                  | CA Peñarol            | Primera División      | 3           | 3           | 0           | -               | -               | -               | -                 | -                 | -                 | -          | -          | -          | CL                             | 5                              | 0                              | 0                              | 8     | 3     | 0     |
| Sous-total            | Sous-total            | Sous-total            | 15          | 4           | 1           | -               | -               | -               | -                 | -                 | -                 | -          | -          | -          | -                              | 7                              | 0                              | 0                              | 22    | 4     | 1     |
| 2019-2020             | UD Almeria            | LaLiga 2              | 32          | 16          | 3           | -               | -               | -               | -                 | -                 | -                 | -          | -          | -          | -                              | -                              | -                              | -                              | 32    | 16    | 3     |
| 2020-2021             | Benfica Lisbonne      | Primeira Liga         | 29          | 6           | 10          | 4               | 3               | 0               | 2                 | 0                 | 1                 | 1          | 0          | 0          | C1+C3                          | 1+7                            | 0+5                            | 0+1                            | 44    | 14    | 12    |
| 2021-2022             | Benfica Lisbonne      | Primeira Liga         | 28          | 26          | 4           | 2               | 0               | 0               | 1                 | 2                 | 0                 | -          | -          | -          | C1                             | 10                             | 6                              | 0                              | 41    | 34    | 4     |
| Sous-total            | Sous-total            | Sous-total            | 57          | 32          | 14          | 6               | 3               | 0               | 3                 | 2                 | 1                 | 1          | 0          | 0          | -                              | 18                             | 11                             | 1                              | 85    | 48    | 16    |
| 2022-2023             | Liverpool FC          | Premier League        | 29          | 9           | 3           | 2               | 1               | 0               | 2                 | 0                 | 1                 | 1          | 1          | 0          | C1                             | 8                              | 4                              | 0                              | 42    | 15    | 4     |
| 2023-2024             | Liverpool FC          | Premier League        | 36          | 11          | 9           | 3               | 1               | 1               | 5                 | 1                 | 3                 | -          | -          | -          | C3                             | 10                             | 5                              | 1                              | 54    | 18    | 14    |
| 2024-2025             | Liverpool FC          | Premier League        | 30          | 5           | 2           | 2               | 0               | 1               | 6                 | 1                 | 1                 | -          | -          | -          | C1                             | 9                              | 1                              | 1                              | 47    | 7     | 5     |
| Sous-total            | Sous-total            | Sous-total            | 95          | 25          | 14          | 7               | 2               | 2               | 13                | 2                 | 5                 | 1          | 1          | 0          | -                              | 27                             | 10                             | 2                              | 143   | 40    | 23    |
| Total sur la carrière | Total sur la carrière | Total sur la carrière | 208         | 77          | 32          | 13              | 5               | 2               | 16                | 4                 | 6                 | 2          | 1          | 0          | -                              | 52                             | 21                             | 3                              | 291   | 108   | 43    |

### En sélection nationale
| Saison                | Sélection             | Phases finales        | Phases finales | Phases finales | Phases finales | Éliminatoires CDM | Éliminatoires CDM | Éliminatoires CDM | Matchs amicaux | Matchs amicaux | Matchs amicaux | Total | Total | Total |
| Saison                | Sélection             | Compétition           | M              | B              | Pd             | M                 | B                 | Pd                | M              | B              | Pd             | M     | B     | Pd    |
| --------------------- | --------------------- | --------------------- | -------------- | -------------- | -------------- | ----------------- | ----------------- | ----------------- | -------------- | -------------- | -------------- | ----- | ----- | ----- |
| 2019-2020             | Uruguay               | -                     | -              | -              | -              | -                 | -                 | -                 | 1              | 1              | 0              | 1     | 1     | 0     |
| 2020-2021             | Uruguay               | -                     | -              | -              | -              | 3                 | 1                 | 0                 | -              | -              | -              | 3     | 1     | 0     |
| 2021-2022             | Uruguay               | -                     | -              | -              | -              | 5                 | 0                 | 0                 | 2              | 0              | 0              | 7     | 0     | 0     |
| 2022-2023             | Uruguay               | Coupe du monde 2022   | 3              | 0              | 0              | -                 | -                 | -                 | 2              | 1              | 0              | 5     | 1     | 0     |
| 2023-2024             | Uruguay               | Copa América 2024     | 6              | 2              | 0              | 6                 | 5                 | 3                 | 1              | 3              | 0              | 13    | 10    | 3     |
| 2024-2025             | Uruguay               | -                     | -              | -              | -              | 4                 | 0                 | 0                 | -              | -              | -              | 4     | 0     | 0     |
| Total sur la carrière | Total sur la carrière | Total sur la carrière | 9              | 2              | 0              | 18                | 6                 | 3                 | 6              | 5              | 0              | 33    | 13    | 3     |

## Palmarès

### En club
| CA Peñarol (2)                                         | Liverpool FC (3) |
| ------------------------------------------------------ | --- |
| - Championnat d'Uruguay (2) - Champion : 2017 et 2018. | - Championnat d'Angleterre (1) - Champion : 2025. - Coupe de la Ligue (1) - Vainqueur : 2024. - Community Shield (1) - Vainqueur : 2022. |

### Distinction
- 25e au Ballon d'or 2022